# Félix Fulgencio Palavicini
Félix Fulgencio Palavicini Loría (Teapa, Tabasco, México. 31 de marzo de 1881 - Ciudad de México. 11 de febrero de 1952) fue un ingeniero, periodista, escritor y político tabasqueño, que participó en la Revolución mexicana editando varias publicaciones a favor del antirreeleccionismo en el país. De ideas progresistas, se afilió al maderismo y fue diputado por su natal Tabasco. También fue diputado en el Congreso Constituyente en Querétaro donde se promulgó la Constitución de 1917 (divulgó la idea del Congreso Constituyente por orden de Venustiano Carranza). Fue fundador de diversos periódicos y ocupó varios cargos públicos, en Veracruz con el gobierno de Venustiano Carranza, y en la Ciudad de México, en donde falleció en 1952.

## Nacimiento y estudios
Félix Fulgencio Palavicini nació el 31 de marzo de 1881 en el municipio de Teapa, en el estado mexicano de Tabasco. Sus padres fueron Juan Vicente Palavicini Romero y Beatriz Loría Prats. Sus primeros estudios los cursó en su ciudad natal, y la preparatoria en el Instituto Juárez de la capital San Juan Bautista, en donde obtuvo el título de topógrafo en 1901.

## Su incursión en el periodismo
En 1903, inició su carrera periodística después de trasladarse a la Ciudad de México. Fundó y dirigió el diario El Precursor; también publicó un libro de temas sociológicos. Hasta 1906 trabajó en la Escuela Anexa a la Normal enseñando trabajos manuales y en ese año partió hacia Europa para estudiar pedagogía, gracias a una beca otorgada por Justo Sierra. Tras regresar a México en 1907, lo contrataron en el Ministerio de Instrucción Pública, con Juan León, para elaborar “trabajos relativos a la fundación de una escuela industrial para varones”. Consultar "Archivo General de la Nación, Instrucción Pública y Bellas Artes”, caja 246, expediente 9, 1907.
En el año de 1908 editó el periódico El Partido Republicano, por medio del cual combatió la reelección, y fue nombrado ese mismo año delegado de la Sociedad Mexicana de Geografía y Estadística al Congreso Internacional de Geografía celebrado en Ginebra, Suiza.

## Participación en la Revolución Mexicana
Desde el inicio de la Revolución mexicana, Félix Fulgencio Palavicini se afilió al maderismo. En 1909, tras la fundación del Centro Antirreeleccionista de México, ocupó la Secretaría del mismo. Acompañó a Francisco I. Madero en su primera gira electoral por varios estados del país, y al término de esta, sustituyó a José Vasconcelos en la dirección del periódico El Antirreeleccionista, órgano a través del cual apoyó decididamente la campaña presidencial de Madero y Pino Suárez, pero cuando el gobierno porfirista mandó cerrar el diario, Palavicini se escondió y poco tiempo después, el 10 de julio de 1910, escribió una carta en el diario El Imparcial, con copia en el diario El País, en la cual se desligó de Madero y de la Revolución y se declaró abierto partidario de Porfirio Díaz. Este es parte del texto: "...no soy solidario de los trabajos realizados después de mi separación del Centro Anti-reeleccionista [...] Yo repruebo el motín y la revolución, creo preferible el estancamiento democrático a la guerra civil, sólo la paz, puede preparar la democracia futura y en caso de que, por desgracia, la agitación revolucionaria –obra de inconscientes– tomara cuerpo, yo, sin vacilaciones de ninguna clase, estaría con el señor general don Porfirio Díaz, no dudando en aconsejar esa conducta a los demócratas sinceros."
Por ello Madero no lo incluyó en su gobierno, sin embargo en 1911, gracias a la intervención del Secretario de Gobernación, Abraham González, fue designado director de la Escuela Industrial de Huérfanos. En ese cargo fue acusado de malversación de fondos y de la compra de una máquina de impresión con sobreprecio. Un año más tarde, fue elegido diputado por el primer distrito de su natal Tabasco a la XXVI Legislatura, en la cual fue miembro de la 1.ª Comisión de Instrucción Pública, con lo que logró un incremento de 25 % al salario de los maestros, así como la defensa de la Escuela de Altos Estudios de la Universidad Nacional de México.

### Diputado federal
Félix F. Palavicini formó parte de la XXVI Legislatura al Congreso de la Unión. Al caer Madero por el golpe de Victoriano Huerta, algunos diputados, entre ellos Isidro Fabela, dejan la legislatura y se unen al movimiento constitucionalista de Venustiano Carranza. Palavicini prefiere seguir en la Cámara. El 10 de octubre de 1913, Huerta disuelve el Congreso, manda apresar a todos los legisladores, entre ellos a Pascual Ortiz Rubio, Rodolfo Reyes y a Palavicini, y los envía a la cárcel de Lecumberri. Palavicini salió libre con varios de sus compañeros a finales de abril de 1914.

## Secretario de Educación
En agosto de 1915, recomendado por Isidro Fabela, Palavicini fue nombrado por Venustiano Carranza, Oficial Mayor de la Secretaría de Instrucción Pública y Bellas Artes, encargado del despacho del secretario; en dicho cargo desarrolló diversos proyectos encaminados a mejorar la educación en el país:
- Impulsó la educación rural.
- Luchó por la unificación de la enseñanza de la lengua nacional.
- Convocó a concurso la redacción de libros de texto.
- Eliminó los premios en las escuelas.
- Impulsó bibliotecas infantiles.
- Diseñó un proyecto de autonomía universitaria.

Sin embargo Palavicini fue acusado de recibir comisiones de las compras que hacía la Secretaría, en especial se le comprobó haber recibido comisiones de la empresa papelera y editora Viuda de Charles Bouret. Por ello se le investigó y se apresaron a dos colaboradores y amigo suyos, pero Carranza pidió a un juez que desestimara la investigación pues le interesaba  a Carranza que el tabasqueño participara en el Congreso Constituyente para defender la iniciativa carrancista de reformas constitucionales.

## Diputado constituyente
En 1916 renunció a la Secretaría de Instrucción Pública y Bellas Artes, para aceptar su candidatura a diputado al Congreso Constituyente de Querétaro, representando al Distrito Federal por el 5° Distrito, Su actuación en el Congreso se distinguió por defender la iniciativa original de Carranza, en contra de los diputados llamados Jacobinos que finalmente lograron que se aprobaran los artículos más avanzados como el 3.º, el 27 y el 123. El lunes 29 de enero, día de la lectura, discusión y aprobación del artículo 27, Palavicini, por órdenes de la petrolera inglesa El Águila, intentó que no se discutiera el artículo 27 constitucional, pero su esfuerzo fue inútil. (Ver el Diario de los Debates del Congreso Constituyente 1916-1917).  Abogó porque los hispanoamericanos nacionalizados fueran considerados mexicanos por nacimiento y buscó moderar algunas posturas demasiado anticlericales del artículo 3.º.

## Actividad periodística

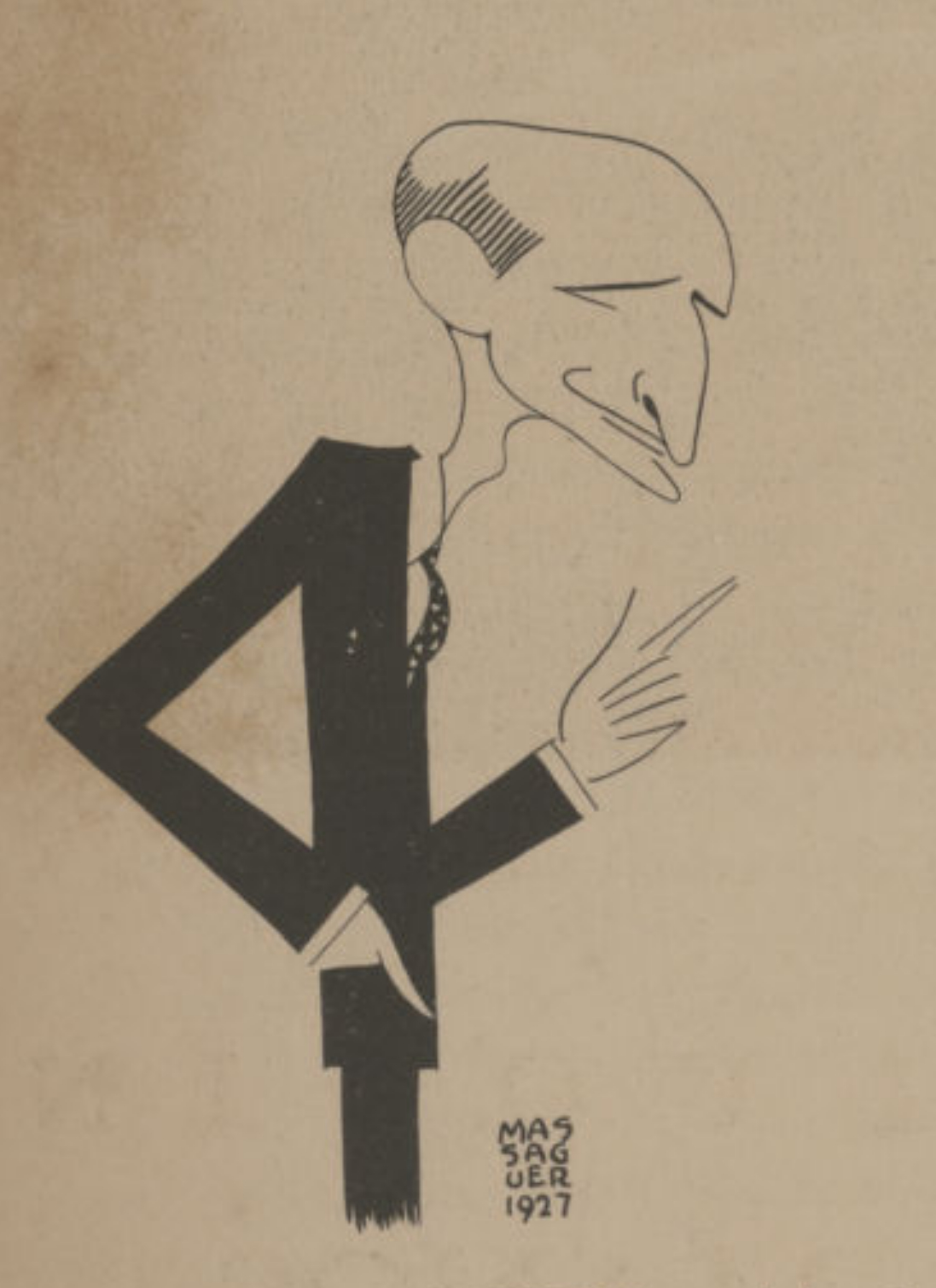
Caricaturizado en 1927 por Massaguer en la revista cubana Social

Fue fundador de diversos periódicos como:  El Universal, El Globo, El Día, El Pensamiento, así como de la revista Todo. Debido a la publicación de un artículo de Gonzalo de la Parra en contra de los militares, en marzo de 1917, es arrestado. Años después, en 1927, fue desterrado por Plutarco Elías Calles, por la participación de Palavicini en la campaña y presunto golpe de Estado de Arnulfo R. Gómez. Estuvo un tiempo en La Habana y otro breve en París. Durante su gestión como director de El Universal, fundó el Sindicato Nacional de Redactores de la Prensa, y la Casa de Salud del Periodista.

## Actividad diplomática
En su carrera diplomática, Palavicini fue nombrado por Adolfo de la Huerta embajador extraordinario ante los gobiernos de Inglaterra, Francia, Bélgica, Italia y España durante cinco meses, en 1920, durante la transición de los gobiernos de Venustiano Carranza y Álvaro Obregón. Durante el gobierno de Lázaro Cárdenas fue nombrado embajador de México en Argentina entre el 1 de febrero de 1939 y el 30 de noviembre de 1940 y regresó por el escándalo de unos bonos que pretendían vender los refugiados españoles. (https://acervo.sre.gob.mx/index.php/embajadores-de-mexico?id=133 (enlace roto disponible en Internet Archive; véase el historial, la primera versión y la última).)

## Principales publicaciones
Entre sus publicaciones más importantes, se encuentran:
- Los diputados
- El Primer Jefe
- La Patria por la escuela
- Historia de la Constitución de 1917[8]
- México: historia de revolución constitucionalista
- Libertad y demagogia
- Epistolario del amor
- El arte de amar y ser amado
- Lo que vi
- Migas
- La estética de la tragedia mexicana (ensayo)

También figura en el ámbito literario con el relato: Un episodio de amor y las novelas: Los irredentos y ¡Castigo!.
Falleció en la Ciudad de México el 11 de febrero de 1952.